# Рудня (Черняхівська селищна громада)
Ру́дня (в минулому також відоме як Слобода Ворівська та Ворівська Рудня) — село в Україні, у Житомирському районі Житомирської області, входить до складу Черняхівської селищної громади. Населення становить 70 осіб.

## Історія
У 1906 році Ворівська Рудня, село Бежівської волості Житомирського повіту Волинської губернії. Відстань від повітового міста 30 верст, від волості 10. Дворів 27, мешканців 152.